# Українська міська рада (Селидове)
Українська міська́ ра́да — орган місцевого самоврядування у складі Селидівської міської ради Донецької області. Адміністративний центр — місто Українськ.

## Загальні відомості
- Територія ради: 4,2 км²
- Населення ради: 12161 особа (станом на 1 січня 2011 року)

## Населені пункти
Міській раді підпорядковані населені пункти:
- м. Українськ

## Склад ради
Рада складається з 30 депутатів та голови.
- Голова ради:
- Секретар ради: Корнілова Наталія Іванівна

### Керівний склад попередніх скликань
| ПІБ                      | Основні відомості                                                       | Дата обрання | Дата звільнення |
| ------------------------ | ----------------------------------------------------------------------- | ------------ | --------------- |
| Нешин Віталій Вікторович | Міський голова, 1966 року народження, член Партії регіонів              | 26.03.2006   | 31.10.2010      |
| Комар Віктор Іванович    | Міський голова, 1960 року народження, освіта вища, член Партії регіонів | 31.10.2010   | 16.05.2014      |

Примітка: таблиця складена за даними джерела

### Депутати
За результатами місцевих виборів 2010 року депутатами ради стали:

#### За суб'єктами висування
| Суб'єкт висування                                       | Кількість обраних депутатів | %    |
| ------------------------------------------------------- | --------------------------- | ---- |
| Партія регіонів                                         | 23                          | 76,7 |
| Комуністична партія України                             | 3                           | 10   |
| Політична партія «Сильна Україна»                       | 2                           | 6,7  |
| Політична партія Всеукраїнське об'єднання «Батьківщина» | 1                           | 3,3  |
| Соціалістична партія України                            | 1                           | 3,3  |

#### За округами
| № округу                                                | Прізвище, ім'я, по батькові         | Дата визнання обраним | Освіта                    | Партійна приналежність                        | Відомості про обраного депутата                                                                                  |
| ------------------------------------------------------- | ----------------------------------- | --------------------- | ------------------------- | --------------------------------------------- | --- |
| Комуністична партія України                             |                                     |                       |                           |                                               | |
| б/м                                                     | Лятовська Любов Миколаївна          | 02.11.2010            | Освіта середня            | член Комуністичної партії України             | Державне підприємство «Селидіввугілля», шахта «Україна», стовбурова                                              |
| б/м                                                     | Федоренко Тамара Володимирівна      | 02.11.2010            | Освіта середня            | член Комуністичної партії України             | Державне підприємство «Селидіввугілля», шахта «Україна», комірник                                                |
| 15                                                      | Ворона Тетяна Миколаївна            | 02.11.2010            | Освіта середня            | член Комуністичної партії України             | Державне підприємство «Селидіввугілля», ВП «Стандарт», контрольний майстер опробування                           |
| Партія регіонів                                         |                                     |                       |                           |                                               | |
| б/м                                                     | Адамчук Валентин Борисович          | 02.11.2010            | Освіта вища               | член Партії регіонів                          | ДП «Селидіввугілля», шахта «Україна», голова професіональної спілки робітників                                   |
| б/м                                                     | Кисельов Дмитро Миколайович         | 02.11.2010            | Освіта середня            | член Партії регіонів                          | Державне підприємство «Селидіввугілля», шахта «Україна», електрослюсар                                           |
| б/м                                                     | Дмитрієва Тетяна Володимирівна      | 02.11.2010            | Освіта середня            | член Партії регіонів                          | Центральна збагачувальна фабрика «Україна», електрослюсар                                                        |
| б/м                                                     | Чумаков Володимир Максимович        | 02.11.2010            | Освіта вища               | член Партії регіонів                          | Центральна збагачувальна фабрика «Україна», механік                                                              |
| б/м                                                     | Вольська Раїса Василівна            | 02.11.2010            | Освіта середня            | член Партії регіонів                          | Селидівське виробниче водопровідно-каналізаційне господарство. Комунальне підприємство «Вода Донбаса», контролер |
| б/м                                                     | Пєхов Сергій Васильович             | 02.11.2010            | Освіта вища               | член Партії регіонів                          | Державне підприємство «Селидіввугілля», шахта «Україна», прохідник                                               |
| б/м                                                     | Нікулін Сергій Михайлович           | 02.11.2010            | Освіта середня            | член Партії регіонів                          | Державне підприємство «Селидіввугілля», шахта «Україна», електрослюсар                                           |
| б/м                                                     | Терещенко Микола Васильович         | 02.11.2010            | Освіта вища               | член Партії регіонів                          | Державне підприємство «Селидіввугілля», шахта «Україна», бригадир                                                |
| б/м                                                     | Севаст'янов Сергій Георгійович      | 02.11.2010            | Освіта вища               | член Партії регіонів                          | Державне підприємство «Селидіввугілля», шахта «Україна», машиніст гірничо-видобувних машин                       |
| б/м                                                     | Корнілова Наталія Іванівна          | 02.11.2010            | Освіта вища               | член Партії регіонів                          | Державне підприємство «Селидіввугілля», шахта «Україна», машиніст підйому                                        |
| б/м                                                     | Зелент Світлана Андріївна           | 23.01.2012            | Освіта середня            | член Партії регіонів                          | Центральна збагачувальна фабрика «Україна», машиніст конвеєрів                                                   |
| 1                                                       | Миргородська Світлана Володимирівна | 02.11.2010            | Освіта середня спеціальна | член Партії регіонів                          | приватний підприємець                                                                                            |
| 2                                                       | Різник Вікторія Вікторівна          | 02.11.2010            | Освіта середня спеціальна | член Партії регіонів                          | Центральна збагачувальна фабрика «Україна», пробовідбірник                                                       |
| 3                                                       | Фінченко Тетяна Миколаївна          | 02.11.2010            | Освіта середня спеціальна | член Партії регіонів                          | Державне підприємство «Селидіввугілля», шахта «Україна», токар                                                   |
| 4                                                       | Лебедуха Валентина Миколаївна       | 02.11.2010            | Освіта середня спеціальна | член Партії регіонів                          | Дитячо-юнацька спортивна школа, тренер-викладач                                                                  |
| 5                                                       | Каравайцева Валентина Павлівна      | 02.11.2010            | Освіта вища               | член Партії регіонів                          | Дитячий заклад «Космос», вихователь                                                                              |
| 6                                                       | Власенко Тетяна Василівна           | 02.11.2010            | Освіта вища               | член Партії регіонів                          | Центральна збагачувальна фабрика «Україна», начальник зміни                                                      |
| 7                                                       | Козлова Галина Андріївна            | 02.11.2010            | Освіта середня спеціальна | член Партії регіонів                          | Селидівські електромережі, контролер                                                                             |
| 8                                                       | Юрченко Олена Данилівна             | 02.11.2010            | Освіта вища               | член Партії регіонів                          | Товариство з обмеженоювідповідальністю «Арніка», фармацевт                                                       |
| 9                                                       | Ткачова Наталія Миколаївна          | 02.11.2010            | Освіта вища               | член Партії регіонів                          | Державне підприємство «Селидіввугілля» шахта «Україна», редактор газети «Промінь»                                |
| 11                                                      | Єрьомін Валерій Анатолійович        | 02.11.2010            | Освіта середня спеціальна | член Партії регіонів                          | Державне підприємство «Селидіввугілля», шахта «Україна», прохідник                                               |
| 12                                                      | Сахно Лариса Вікторівна             | 02.11.2010            | Освіта середня            | член Партії регіонів                          | тимчасово не працює                                                                                              |
| 13                                                      | Новіков Сергій Васильович           | 02.11.2010            | Освіта вища               | член Партії регіонів                          | Український стадіон «Україна», директор                                                                          |
| Політична партія Всеукраїнське об'єднання «Батьківщина» |                                     |                       |                           |                                               | |
| 14                                                      | Черняк Ольга Євгенівна              | 02.11.2010            | Освіта вища               | член Всеукраїнського об'єднання «Батьківщина» | загальноосвітня школа № 13, вчитель                                                                              |
| Політична партія «Сильна Україна»                       |                                     |                       |                           |                                               | |
| б/м                                                     | Ференс Тетяна Василівна             | 02.11.2010            | Освіта середня            | позапартійна                                  | Виконком Української міської ради, секретар міської ради                                                         |
| б/м                                                     | Зеркалова Людмила Вікторівна        | 02.11.2010            | Освіта вища               | позапартійна                                  | КП «Імпульс» м. Українськ Селидівська міська рада, начальник ЖЕУ                                                 |
| Соціалістична партія України                            |                                     |                       |                           |                                               | |
| 10                                                      | Козлов Геннадій Миколайович         | 02.11.2010            | Освіта середня            | член Соціалістичної партії України            | тимчасово не працює                                                                                              |